# Macchia d’Isernia
Macchia d’Isernia – miejscowość i gmina we Włoszech, w regionie Molise, w prowincji Isernia.
Według danych na rok 2004 gminę zamieszkiwało 906 osób, 53,3 os./km².